# Расселл, Эмма (хоккеистка)
Эмма Элизабет Расселл (дат. Emma Elizabeth Russell; род. 18 августа 1995, Рёдовре, Копенгаген) — датская хоккейная нападающая, игрок клуба «Рёдовре Майти Буллз» и сборной Дании.

## Биография
Родом из хоккейной семьи: отец Аллан Бонке — хоккеист, играл за юниорскую сборную Дании, мать Кристине Расселл была менеджером женской сборной Дании на протяжении десяти лет, брат Патрик Рассел (род. 1993) — хоккеист, игрок сборной Дании, жена брата Келси Расселл (род. 1995) — канадская хоккеистка, играет за «Линчёпинг».
В составе сборной Дании выступает с 14 лет, участвовала в Олимпийских играх 2022 года, где датчанки заняли последнее, десятое место, и трижды выступала в топ-дивизионе чемпионата мира (2021, 2022, 2024).